# Texas Mexican Railway
Le Texas Mexican Railway (sigle de l'AAR: TM) est un chemin de fer de classe II (autrefois de classe I), filiale du Kansas City Southern Railway (KCS) en exploitation dans le Texas. Il est souvent appelé TexMex Railway ou Tex-Mex.
En 2005, le Kansas City Southern (KCS) prit le contrôle du Tex-Mex et de la partie américaine du Texas-Mexican Railway International Bridge à Laredo, Texas. Ce chemin de fer est vital pour le  KCS puisqu'il permet de relier le réseau mexicain du Kansas City Southern de México (ex TFM) au réseau américain du KCS. Le TexMex conserve toujours sa propre identité mais est exploité par le KCS.

## Histoire

### XIXesiècle

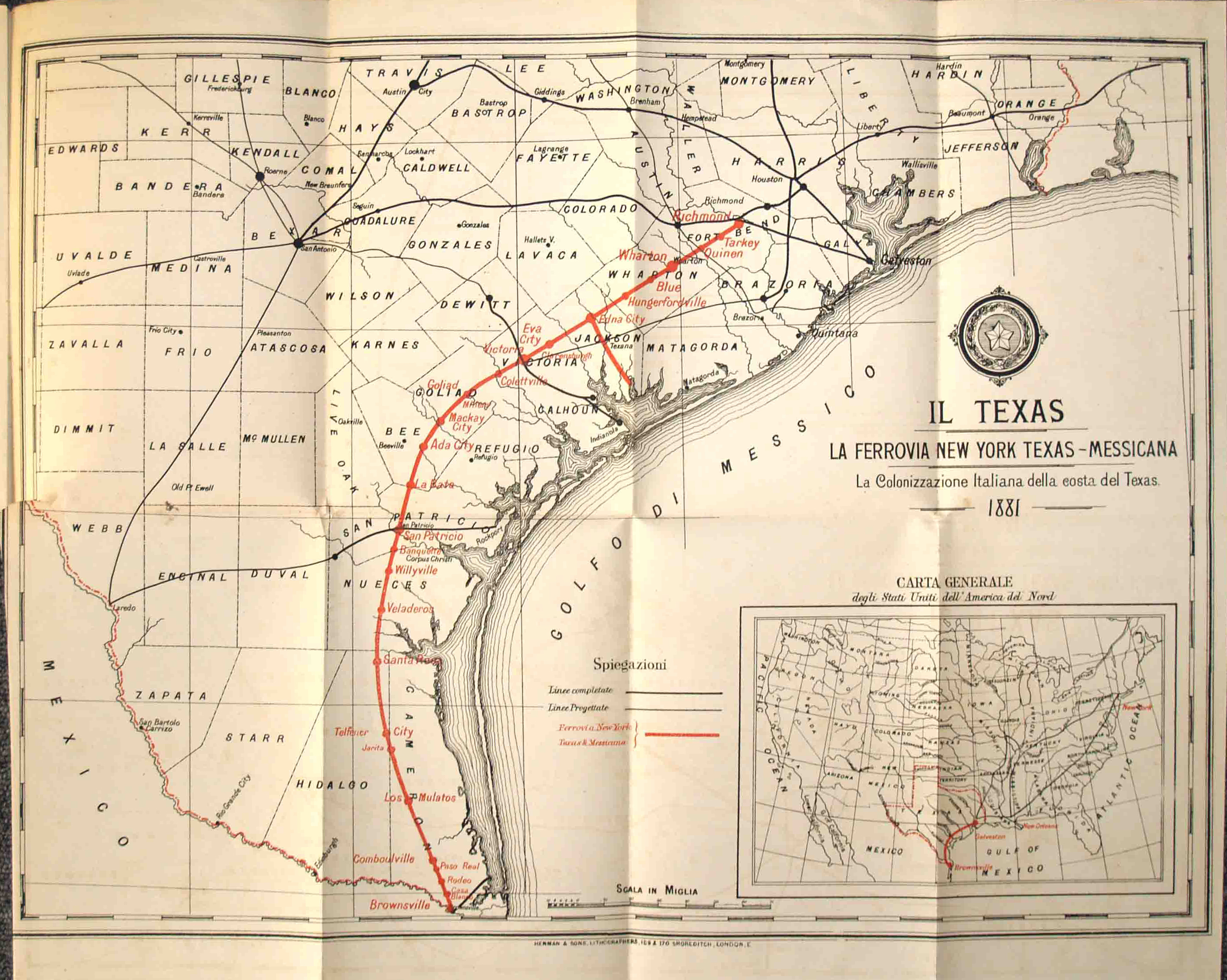
Il Texas: La Ferrovia New York Texas - Messicana, 1881

Le Corpus Christi, San Diego & Rio Grande Narrow Gauge Railroad fut créé en mars 1875 pour relier Corpus Christi à Rancho Banquete en 1877, puis San Diego (Texas) en 1879. La fonction de cette ligne de 84 km était de transporter les moutons des ranches du Texas vers la côte du golfe du Mexique, elle reçut pour cela l'aide financière de Richard King et Mifflin Kenedy.
En 1881, la ligne fut vendue à un consortium incluant William J. Palmer, et prit le nom de Texas Mexican Railway, appelée aussi Tex-Mex ou TexMex Railway. Le réseau s'allongea de 176 km vers Laredo, Texas. Le petit Galveston, Brazos & Colorado Railroad fut acheté en 1881 pour s'étendre vers Galveston, mais la jonction entre les deux réseaux ne fut jamais réalisée. En 1883 un pont fut construit sur le fleuve Rio Grande vers Nuevo Laredo, faisant du TexMex le premier réseau à relier les États-Unis au Mexique. Il fallut attendre 1889 pour que le réseau nord américain réunît le Mexique au Canada.

### XXesiècle
Durant une bonne partie du XXe siècle, de 1900 à 1982, le TexMex fut contrôlé par les Ferrocarriles Nacionales de México (N de M puis FNM). Il passe à la voie normale le 17 juillet 1902. 
Il acheta le Texas Mexican Northern Railway en 1906, et le San Diego & Gulf Railway en 1930. 
Le TexMex fut la première compagnie au monde à « dieseliser » son parc de locomotive. Le 22 avril 1938 il passa commande de sept locomotives Diesel construites par Whitcomb Locomotive Works, qui furent livrées entre août et novembre 1939. Bien qu'il ait conservé des locomotives à vapeur jusqu'en 1947, elles ne servirent pratiquement jamais. Lors de sa privatisation en 1982, il fut racheté par  Transportacion Maritima Mexicana (TMM). En 1995, le KCS acheta 49 % du TexMex. Grâce à l'autorisation donnée en 1997 par le Surface Transportation Board,  le Tex Mex et le KCS se connectèrent à Beaumont, et Laredo fut équipé d'un grand triage pour le transport intermodal en 1998.

### XXIesiècle
En 2002, le TexMex passa sous le contrôle du Transportación Ferroviaria Mexicana TFM, filiale commune du TMM et du KCS. Le 1er janvier 2005, le Surface Transportation Board autorisa le KCS à prendre le contrôle direct du TFM donc du TexMex. En décembre 2005, le TFM fut rebaptisé Kansas City Southern de México (KCSM). 
Le XXIe siècle marqua donc le retour du TexMex au sein des États-Unis. Le TexMex conserve toujours sa propre identité mais est exploité par le KCS.